# Chersotis hahni
Chersotis hahni är en fjärilsart som beskrevs av Hugo Theodor Christoph 1885. Chersotis hahni ingår i släktet Chersotis och familjen nattflyn. Inga underarter finns listade i Catalogue of Life.